# Życiorkowate
Życiorkowate (Hemerobiidae) – szeroko rozprzestrzeniona w różnych strefach klimatycznych i liczna w gatunki rodzina drapieżnych owadów z rzędu sieciarek (Neuroptera) związanych głównie ze środowiskiem leśnym. Obejmuje zarówno gatunki kosmopolityczne, jak i endemiczne. Są wśród nich gatunki odgrywające istotną rolę w biologicznej kontroli szkodników upraw, zwłaszcza mszyc, czerwców i roztoczy. W zapisie kopalnym znane są od jury. Najstarszy znany gatunek zaliczany do tej rodziny to znaleziony w Kazachstanie †Promegalomus anomalus.
Typem nomenklatorycznym rodziny jest rodzaj Hemerobius.
W Polsce występują 34 gatunki z tej rodziny, w tym kilka szeroko rozprzestrzenionych na obszarze kraju.

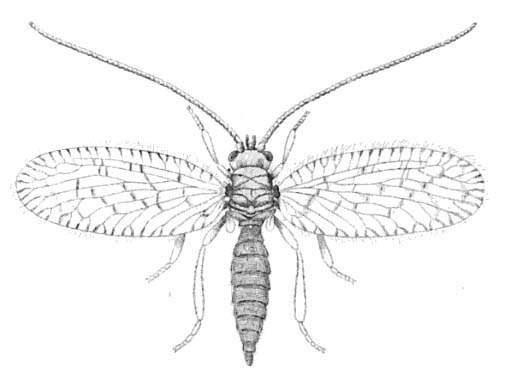
W rodzajach Psectra i Micromus druga para skrzydeł jest zredukowana; na ilustracji Psectra diptera

Życiorkowate są niewielkimi sieciarkami o długości skrzydeł od kilku do kilkunastu milimetrów i kryptycznym ubarwieniu ciała oraz skrzydeł. U niektórych tylne skrzydła są mocno zredukowane lub ich brak. Larwy i osobniki dorosłe prowadzą drapieżny tryb życia. Odżywiają się małymi stawonogami i ich jajami. Imagines niektórych gatunków uzupełniają dietę pokarmem pochodzenia roślinnego. Biologia i rozwój larwalny wielu gatunków pozostają nieznane.

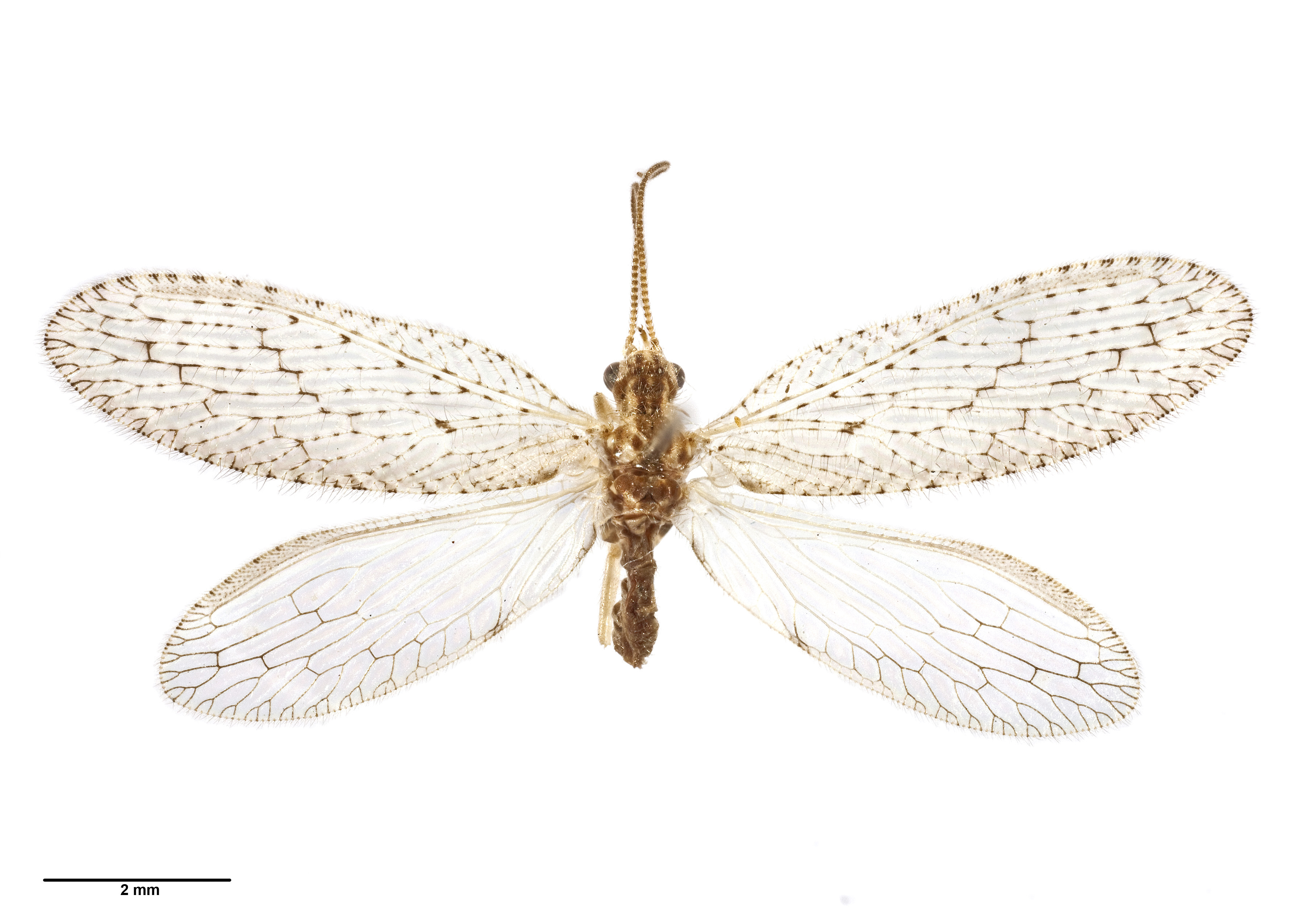
Micromus tasmaniae

Klasyfikacja życiorkowatych opiera się na pracy J.D. Oswalda z 1993 roku. Dotychczas wyróżniono 30 rodzajów obejmujących około 550 współcześnie żyjących gatunków oraz kilkanaście wymarłych, zgrupowanych w kilku (według Oswalda dziewięciu) podrodzinach, wyróżnianych na podstawie użyłkowania skrzydeł, budowy głowy i przysadek płciowych.

Są to, m.in.:
- Drepanepteryginae
- Hemerobiinae
- Megalominae
- Microminae
- Notiobiellinae
- Sympherobiinae